# محمد عمران (نظامی)
سرهنگ دوم محمد عمران (۱۹۲۲ – ۴ مارس ۱۹۷۲) وی نظامی و سیاست‌مدار سوری، یکی یکی از اعضای حزب عربی سوسیالیستی بعث و همچنین یکی از رهبران کودتای ۱۹۶۳ بود و تا این کودتا در تاریخ ۸ مارس ۱۹۶۳ به پیروزی رسید  وی به سمت معاون اول رئیس‌جمهور سوریه رسید و تا تاریخ ۱۵ دسامبر ۱۹۶۴ به کار خود ادامه داد.